# Faverolles-et-Coëmy
Faverolles-et-Coëmy és un municipi francès, situat al departament del Marne i a la regió del Gran Est. L'any 2007 tenia 501 habitants.

## Demografia

### Població
El 2007 la població de fet de Faverolles-et-Coëmy era de 501 persones. Hi havia 194 famílies, de les quals 39 eren unipersonals (12 homes vivint sols i 27 dones vivint soles), 89 parelles sense fills i 66 parelles amb fills.
La població ha evolucionat segons el següent gràfic:
Habitants censats

### Habitatges
El 2007 hi havia 221 habitatges, 199 eren l'habitatge principal de la família, 6 eren segones residències i 16 estaven desocupats. 212 eren cases i 9 eren apartaments. Dels 199 habitatges principals, 162 estaven ocupats pels seus propietaris, 34 estaven llogats i ocupats pels llogaters i 3 estaven cedits a títol gratuït; 1 tenia una cambra, 6 en tenien dues, 19 en tenien tres, 42 en tenien quatre i 131 en tenien cinc o més. 166 habitatges disposaven pel capbaix d'una plaça de pàrquing. A 76 habitatges hi havia un automòbil i a 109 n'hi havia dos o més.

### Piràmide de població
La piràmide de població per edats i sexe el 2009 era:
| Homes | Edats   | Dones |
| ----- | ------- | ----- |
| 0     | 95 o +  | 0     |
| 0     | 90 a 94 | 0     |
| 4     | 85 a 89 | 0     |
| 0     | 80 a 84 | 8     |
| 12    | 75 a 79 | 8     |
| 8     | 70 a 74 | 12    |
| 12    | 65 a 69 | 8     |
| 8     | 60 a 64 | 8     |
| 16    | 55 a 59 | 20    |
| 20    | 50 a 54 | 8     |
| 16    | 45 a 49 | 24    |
| 24    | 40 a 44 | 20    |
| 16    | 35 a 39 | 20    |
| 20    | 30 a 34 | 20    |
| 12    | 25 a 29 | 12    |
| 28    | 20 a 24 | 4     |
| 4     | 15 a 19 | 8     |
| 8     | 10 a 14 | 20    |
| 24    | 5 a 9   | 32    |
| 12    | 0 a 4   | 4     |

## Economia
El 2007 la població en edat de treballar era de 348 persones, 264 eren actives i 84 eren inactives. De les 264 persones actives 250 estaven ocupades (130 homes i 120 dones) i 15 estaven aturades (7 homes i 8 dones). De les 84 persones inactives 38 estaven jubilades, 28 estaven estudiant i 18 estaven classificades com a «altres inactius».

### Ingressos
El 2009 a Faverolles-et-Coëmy hi havia 202 unitats fiscals que integraven 516 persones, la mediana anual d'ingressos fiscals per persona era de 22.012 €.

### Activitats econòmiques
Dels 15 establiments que hi havia el 2007, 1 era d'una empresa extractiva, 1 d'una empresa alimentària, 1 d'una empresa de fabricació d'altres productes industrials, 2 d'empreses de construcció, 4 d'empreses de comerç i reparació d'automòbils, 1 d'una empresa d'hostatgeria i restauració, 1 d'una empresa financera, 1 d'una empresa de serveis, 2 d'entitats de l'administració pública i 1 d'una empresa classificada com a «altres activitats de serveis».
Dels 4 establiments de servei als particulars que hi havia el 2009, 2 eren lampisteries, 1 perruqueria i 1 restaurant.
L'únic establiment comercial que hi havia el 2009 era una fleca.
L'any 2000 a Faverolles-et-Coëmy hi havia 30 explotacions agrícoles que ocupaven un total de 204 hectàrees.

## Equipaments sanitaris i escolars
El 2009 hi havia una escola maternal.

## Poblacions més properes
El següent diagrama mostra les poblacions més properes.